# Tephrina latiscriptata
Tephrina latiscriptata là một loài bướm đêm trong họ Geometridae.